# Uorsar Rupes
L'Uorsar Rupes è una struttura geologica della superficie di Venere.